# عبدالله بن جبرین
عبدالله بن جبرین از خانواده بنی زید (متولد ۱۳۵۳ قمری در روستای قویعیه در منطقه ریاض عربستان سعودی)، از علمای وهابیت در عربستان سعودی است.

## زندگی
در ۱۳۵۳ (هجری قمری) در یکی از روستاهای ریاض عربستان سعودی متولد شد و از سال ۱۳۵۹ (هجری قمری) شروع به تحصیل کرد.

## فتاوی مهم

### فتاوای انهدام شرک
بن جبرین همراه با چندی دیگر از مفتاین وهابی با صدور فتاوایی خواستار انهدام مراقد امامان شیعه شدند.
این فتاوا که در پی استفتای جمعی از دانشجویان دانشگاه وهابی «محمد بن سعود» صادر شده‌است از مدتی پیش و پس از آغاز تعطیلات تابستانی حوزه‌های وهابیت و دومین حمله به بارگاه عسکریین در سامرا، در سطح گسترده‌ای توزیع و در آن از هر اقدامی برای محو آنچه آثار شرک بویژه در کشور عراق و شهر کربلا خوانده شده، استقبال شده‌است.
در بخشی از این فتاوا که از حرم امامان شیعه به عنوان بت‌هایی یاد کرده که باید با خاک یکسان شود، آمده‌است: حسین از شرک شیعیان به دور است اما حرم او باید به عنوان اصلی‌ترین نماد شرک در عراق ویران شود.
این فتوا با واکنش تند مسلمانان غیر وهابی، به خصوص شیعیان مواجه شد. دارالافتاء مصر در بیانیه شدیداللحنی تخریب کنندگان قبور بزرگان دین را خوارج عصر و سگان دوزخ نامید.

### فتوایی دربارهٔ حزب‌الله لبنان
بن جبرین در پاسخ استفتایی دربارهٔ حزب‌الله لبنان گفته بود:
یاری کردن این حزب رافضی جایز نیست. جایز نیست تحت فرمان آنان رفت و جایز نیست برای پیروز و قدرتمند شدن آنان دعا کرد. نصیحت ما به اهل سنّت این این است که از آنان بیزاری بجویند، کسانی را که به این حزب می‌پیوندند، رها کنند و دشمنی آنان با اسلام و مسلمانان و ضررهای کهن و جدید آنان را به اهل سنّت روشن کنند. رافضیان همواره دشمنی اهل سنت را در دل داشته‌اند و در حد توان تلاش کرده‌اند عیوب اهل سنت را آشکار کنند، از اهل سنّت انتقاد کنند و برای آنان خدعه بورزند
وی در ۲۲ تیرماه ۱۳۸۸ بر اثر یک بیماری در سن ۷۸ سالگی درگذشت.